# ستيف إميري
ستيف إميري (بالإنجليزية: Steve Emery)‏ (7 فبراير 1956 في المملكة المتحدة - ) هو مدرب كرة قدم ولاعب كرة قدم بريطاني في مركز الوسط. لعب مع ديربي كاونتي ونادي ريكسهام ونادي هيرفورد ونيوبورت كونتي ونادي غلوستر سيتي وWestfields F.C. ‏.

## وصلات خارجية
- ستيف إميري على موقع قاعدة بيانات كرة القدم.إي يو (الإنجليزية)